# بول مارينر
بول مارينر (بالإنجليزية: Paul Mariner)‏ ، من مواليد 22 مايو 1953 ، لاعب كرة قدم إنجليزي سابق.
لعب مع منتخب إنجلترا لكرة القدم.

## روابط خارجية
- بول مارينر على موقع الاتحاد الأوربي (الإنجليزية)
- بول مارينر على موقع قاعدة بيانات كرة القدم.إي يو (الإنجليزية)
- بول مارينر على موقع ناشيونال فوتبول تيمز (الإنجليزية)
- بول مارينر على موقع Soccerbase.com (مدرب) (الإنجليزية)